# Stereotoren

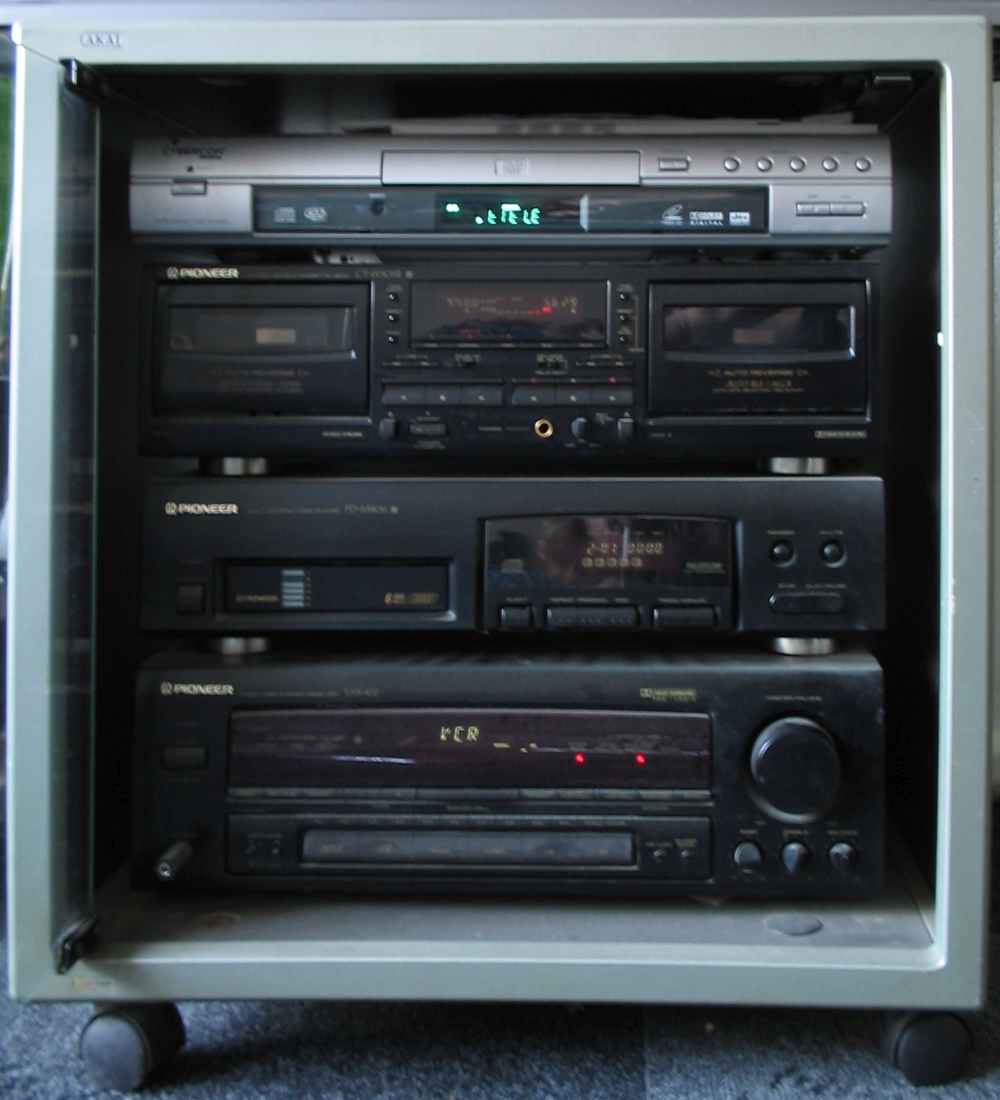
Stereotoren bestaande uit losse componenten

Een stereotoren is een gestapelde hifi-installatie, die bijvoorbeeld bestaat uit: versterker, tuner, cassettedeck, cd-speler, platenspeler. De tuner en versterker kunnen ook gecombineerd zijn in één apparaat en heet dan receiver of tuner-versterker. 
Er zijn verschillende standaarden voor de breedte:
- normaal (ca. 43 cm breed)
- Midi (ca. 36 cm breed)
- Mini (ca. 22 cm breed)
- Micro

Sony begon in 1985 met het mini-systeem, maar dat was geen succes. Enkele jaren later probeerde Sony het opnieuw, en vanaf toen heeft het mini-systeem een serieuze plaats ingenomen.
Bij het mini-systeem met zo'n 22 cm breed, past nog net een dubbel cassettedeck binnen de afmetingen.

## Toekomst
In veel huiskamers was tussen 1970 en 1990 een televisie en een stereotoren aanwezig. Dat is aan het veranderen. De nadruk is tegenwoordig meer op de personal computer (pc) komen te liggen die geleidelijk de rol van de gebruikelijke audio- en videoapparatuur overneemt alsook op persoonlijke draagbare apparatuur. In de huiskamer wordt de stereotoren in 2005 steeds meer verdrongen door Home Theater PC's.